# Kenta Anraku
Kenta Anraku (født 23. oktober 1992) er en japansk fodboldspiller, som spiller for den japanske fodboldklub Iwate Grulla Morioka.